# Airport (métro de Cleveland)
Airport est une station de métro américaine à Cleveland, dans l'Ohio. Terminus sud-ouest de la ligne rouge du métro de Cleveland, elle a été mise en service en 15 novembre 1968 et dessert l'Aéroport international de Cleveland-Hopkins.